# 하라스 엘 호도우드 경기장
하라스 엘 호도우드 경기장(아랍어: ملعب حرس الحدود, 영어: Haras El Hodoud Stadium)은 이집트 알렉산드리아 모하람 베이 지구에 있는 다목적 경기장이다. 주로 축구 경기에 사용되며 2006년 아프리카 네이션스컵에도 사용되었다. 경기장은 22,000명을 수용한다. 경기장은 직사각형 모양의 육상 트랙으로 둘러싸여 있어 기존의 곡선이 아닌 90도 모서리를 가지고 있다.

## 같이 보기
- 알렉산드리아 경기장
- 보르그엘아랍 경기장
- 알렉산드리아